# كارلا ليمان
كارلا ليمان هي ممثلة كندية، ولدت في 26 فبراير 1917 في كندا، وتوفيت في 1 ديسمبر 1990 في المملكة المتحدة بسبب مرض.

## وصلات خارجية
- كارلا ليمان على موقع IMDb (الإنجليزية)
- كارلا ليمان على موقع قاعدة بيانات الفيلم (الإنجليزية)